# دیو اسمیت (بازیکن فوتبال، زاده ۱۹۳۳)
دیو بومن اسمیت (به انگلیسی: David Bowman Smith؛ ۲۲ سپتامبر ۱۹۳۳ – ۸ سپتامبر ۲۰۲۲) بازیکن فوتبال اهل بریتانیا بود.
از جمله باشگاه‌هایی که وی در آن‌ها بازی کرده‌است، می‌توان به باشگاه فوتبال برایتون اند هوو آلبیون، باشگاه فوتبال برنلی و باشگاه فوتبال بریستول سیتی اشاره کرد.
اسمیت در ۸ سپتامبر ۲۰۲۲، در سن ۸۸ سالگی درگذشت.